# Kantonsreferendum
Als Kantonsreferendum bezeichnet man das Recht von mindestens acht Kantonen der Schweiz, eine Volksabstimmung über ein vom Parlament beschlossenes Bundesgesetz oder über gewisse Bundesbeschlüsse und gewisse völkerrechtliche Verträge zu verlangen. Das Kantonsreferendum kann gegen genau dieselben legislativen Erlasse ergriffen werden, gegen die auch das «normale» fakultative Referendum durch 50 000 Stimmberechtigte zulässig ist. Die verfassungsrechtliche Grundlage ist Artikel 141 der Bundesverfassung der Schweizerischen Eidgenossenschaft.
Das Kantonsreferendum gehört zu den ältesten direktdemokratischen Instrumenten in der Schweiz. Das seit 1874 bislang einzige Kantonsreferendum stammt aus dem Jahre 2003: Elf Kantone ergriffen das Referendum gegen das «Bundesgesetz über die Aenderung von Erlassen im Bereich der Ehe- und Familienbesteuerung, der Wohneigentumsbesteuerung und der Stempelabgaben», da sie massive Steuereinbussen befürchteten. Zur Volksabstimmung wäre es in dem speziellen Fall allerdings sowieso gekommen, da parallel dazu auch ein «normales» Referendum mit über 50 000 Unterschriften zustande kam. Die auf das Kantonsreferendum folgende Volksabstimmung vom 16. Mai 2004 wurde von den Kantonen gewonnen.
Es ist den Kantonen freigestellt, welches ihrer Organe das Instrument ergreifen kann. In den meisten Kantonen ist dafür das Kantonsparlament zuständig.